# East Fortune
East Fortune est un village situé dans l’East Lothian, en Écosse.